# 엘 마르 (2000년 영화)
엘 마르(El mar)는 스페인에서 제작된 아구스티 빌라롱가 감독의 2000년 드라마, 전쟁 영화이다. 2000년 베를린 국제 영화제에서 만프레트 잘츠게버상을 수상했다.

## 출연
- 로저 카사마조
- 앙헬라 몰리나

## DVD 출시
미국에서 2004년 12월 14일 DVD로 출시되었으며 카탈루냐어, 영어, 스페인어 자막이 포함되어 있다.